# خسوف القمر يونيو 2010
| خسوف القمر الجزئي 26 يونيو 2010                                                    | خسوف القمر الجزئي 26 يونيو 2010 |
| ---------------------------------------------------------------------------------- | ------------------------------- |
| من كانبرا في 11:31 UTC                                                             |                                 |
| يوضح هذا الرسم البياني حركة القمر من اليمين إلى اليسار في الساعة من خلال ظل الأرض. |                                 |
| دورة ساروس                                                                         | 120 [الإنجليزية] (58 of 84)     |
| قدر الكسوف                                                                         | -0.542                          |
| جاما                                                                               | -0.7091                         |
| المدة (hr: mn: sc)                                                                 |                                 |
| جزئي                                                                               | 2:42:52                         |
| Penumbral                                                                          | 5:22:07                         |
| الإتصال (توقيت عالمي منسق)                                                         |                                 |
| P1                                                                                 | 8:57:24                         |
| U1                                                                                 | 10:16:58                        |
| أعظم                                                                               | 11:38:27                        |
| U4                                                                                 | 12:59:50                        |
| P4                                                                                 | 14:19:31                        |
|                                                                                    |                                 |

كان الخسوف الجزئي للقمر في 26 يونيو 2010 هو الأول من خسوفين في عام 2010. وفي أقصى خسوف، كان 54.2٪ من القمر مغطى بظل الأرض.
هذا الخسوف جزء من سلسلة، يتكرر كل 18 عامًا و 10 أيام، آخر مرة حدث في 15 يونيو 1992، وسيتكرر بعد ذلك في 6 يوليو 2028. هذه السلسلة على وشك الإنتهاء. كان الكسوف الكلي النهائي لهذه السلسلة في 14 مايو 1938 وسيحدث الخسوف الجزئي للقمر في 28 يوليو 2064.

## الرؤية
كانت المرحلة المظلية بأكملها مرئية بعد غروب الشمس مساء يوم السبت في جميع أنحاء المحيط الهادئ، نيوزيلندا، فكتوريا، الفلبين، واليابان. كانت النقطة التي كان القمر فوقها مباشرة عند حدوث كسوف أقصى تقع فوق جنوب المحيط الهادئ، بعيدًا إلى الجنوب الغربي من هاواي. خسوف القمر الذي شوهد فوق الفلبين مساء السبت على الرغم من هطول الأمطار والسحب الكثيفة، إلا أنه كان مرئيًا بوضوح في جميع أنحاء سماء الليل.
| تُظهر هذه المحاكاة منظر الأرض من القمر من مركز الأرض في أكبر خسوف. |

### دورة نصف ساروس[2]
| 21 يونيو 2001 | كسوف الشمس في 2 يوليو 2019 |
| ------------- | -------------------------- |
|               |                            |

## روابط خارجية
- كسوف الناسك: 2010-06-26
- خسوف جزئي للقمر في 26 يونيو 2010

صور:
- صورة اليوم الفلكية